# Dasyhelea flavopyga
Dasyhelea flavopyga is een muggensoort uit de familie van de knutten (Ceratopogonidae). De wetenschappelijke naam van de soort is voor het eerst geldig gepubliceerd in 1940 door Zilahi-Sebess.